# Paulo Assunção
Paulo Assunção da Silva,  (Várzea Grande, 25 de janeiro de 1980) é um ex-futebolista brasileiro que atuava como volante.

## Carreira
Foi lançado no Palmeiras como titular durante o Torneio Rio-São Paulo de 2002 e após este momento se transferiu para o Porto de Portugal.
Paulo Assunção ou el pesetero como é conhecido é um médio defensivo, um verdadeiro pivô do futebol moderno. Das suas qualidades destacam-se a sua polivalência, o seu posicionamento e a sua força física.
Paulo Assunção é ainda dos melhores volantes de cobertura existentes no futebol moderno, ocupando espaços próximos do portador da bola, oferecendo linhas de passe para a manutenção da posse, quer perto, quer londe da área, e ainda permuta em acções defensivas de transição, fazendo geralmente a dobra, em boas condições, não permitindo à equipa adversária a conclusão ou execução correcta das acções tecnico-tácticas.
Tacticamente, este jogador é dos mais evoluídos do futebol português e por extensão do futebol europeu. Conquistou a titularidade no FC Porto na época 04/05. Desde então, o médio brasileiro tem vindo a adquirir importância no meio-campo do campeão nacional.

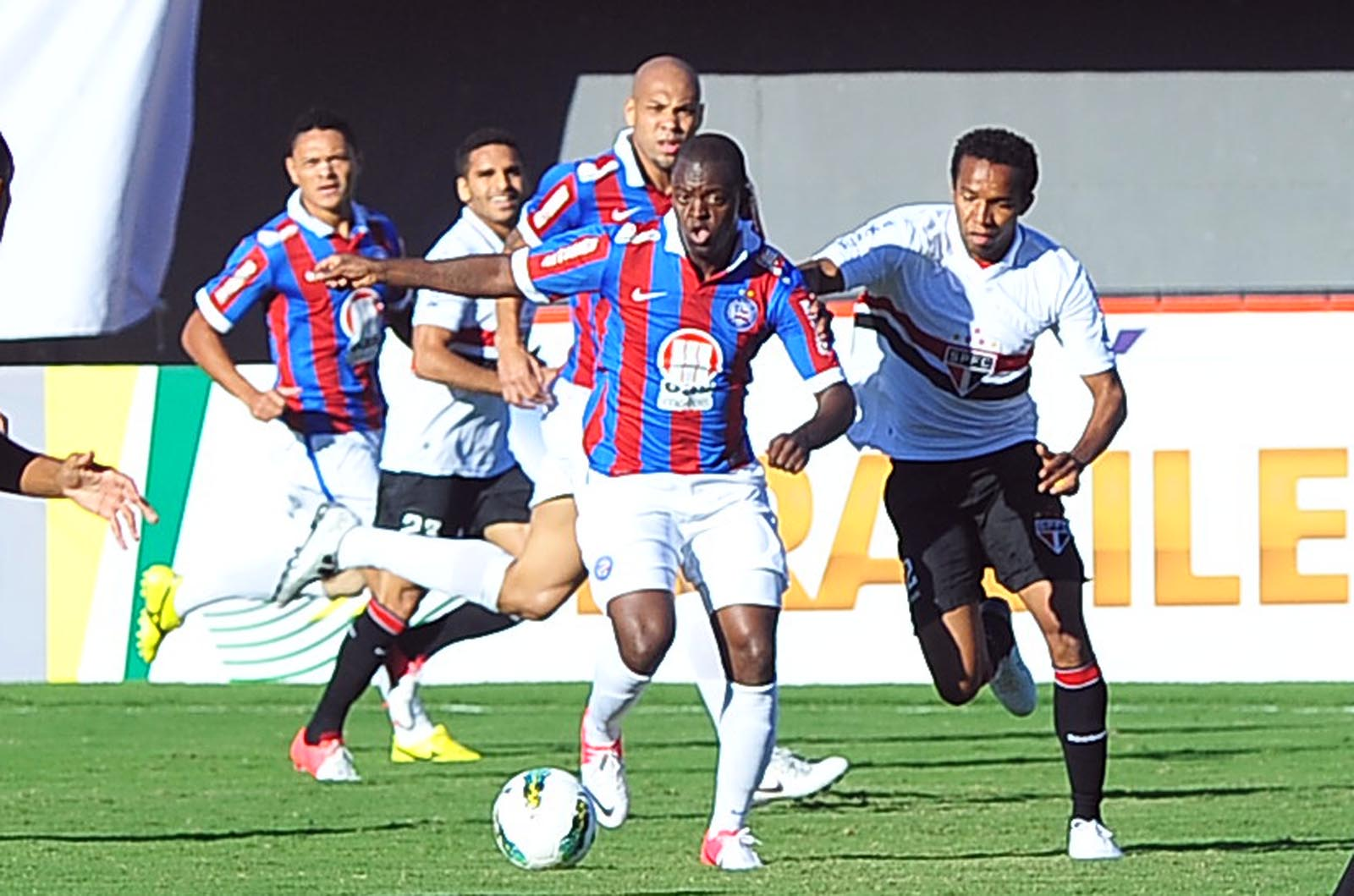
Paulo Assunção (dir.) em jogo do São Paulo contra o Bahia em 2012.

A 29 de Maio de 2008 Paulo Assunção rescindiu o seu contrato com Futebol Clube do Porto, accionando o artigo 17 do Regulamento do Estatuto e Transferência dos Jogadores da FIFA.
A 6 de Julho de 2008 foi anunciado oficialmente como reforço do Atlético de Madrid.
Em julho de 2012, Paulo Assunção rescindiu com o Atlético e acertou seu retorno ao Brasil para jogar no São Paulo.
Paulo Assunção chegou no fim de julho ao São Paulo, porém não se firmou e acabou perdendo a vaga para Wellington. O jogador telefonou do Mato Grosso para a diretoria tricolor, informou uma proposta do La Coruña, e pediu a rescisão contratual. O clube, insatisfeito com seu rendimento em campo e aliviado por se livrar de um salário alto, aceitou imediatamente. E em janeiro de 2013, Assunção foi contratado pelo La Coruña.
Na iminência de fechar com o clube galego pelos dois anos e meio seguintes, Assunção revelou que, assim que deixar a Europa, em 2015, deseja encerrar a carreira em algum clube do futebol mato-grossense, o qual tem a vontade de alguma forma ajudar.

## Estatísticas na carreira
| Clube                  | Temporada         | Campeonato Nacional | Campeonato Nacional | Copa Nacional | Copa Nacional | Competição Internacional¹ | Competição Internacional¹ | Outros Torneios² | Outros Torneios² | Total | Total |
| Clube                  | Temporada         | Jogos               | Gols                | Jogos         | Gols          | Jogos                     | Gols                      | Jogos            | Gols             | Jogos | Gols  |
| ---------------------- | ----------------- | ------------------- | ------------------- | ------------- | ------------- | ------------------------- | ------------------------- | ---------------- | ---------------- | ----- | ----- |
| São Paulo              | 2012              | 11                  | 0                   | 0             | 0             | 0                         | 0                         | 0                | 0                | 11    | 0     |
| São Paulo              | Total             | 11                  | 0                   | 0             | 0             | 0                         | 0                         | 0                | 0                | 11    | 0     |
| Deportivo de La Coruña | 2013              | 9                   | 0                   | 0             | 0             | 0                         | 0                         | 0                | 0                | 9     | 0     |
| Deportivo de La Coruña | Total             | 9                   | 0                   | 0             | 0             | 0                         | 0                         | 0                | 0                | 9     | 0     |
| Total na Carreira      | Total na Carreira | 20                  | 0                   | 0             | 0             | 0                         | 0                         | 0                | 0                | 20    | 0     |

¹Em competições continentais, incluindo jogos e gols da Copa Sul-Americana.

²Em outros, incluindo jogos e gols pelo Campeonato Estadual.

## Títulos
Palmeiras
- Taça Cidade de Jacutinga: 2002

Porto
- Campeonato Português 2006, 2007, 2008
- Taça de Portugal 2005-06

Atlético Madrid
- Liga Europa da UEFA: 2009–10 e 2011–12

São Paulo
- Copa Sul-Americana: 2012[6]